# Sabah Shariati
Sabah Shariati, född den 1 januari 1989 i Sanandaj i Iran, är en iransk azeritalande brottare.
Han tog OS-brons i supertungvikt i samband med de olympiska tävlingarna i brottning 2016 i Rio de Janeiro.